# ینیکوویتسه (ناحیه هرادتس کرالووه)
ینیکوویتسه (به چکی: Jeníkovice) یک منطقهٔ مسکونی در جمهوری چک است که در ناحیه هرادتس کرالووه واقع شده‌است. ینیکوویتسه ۴۷۰ نفر جمعیت دارد.